# 姫路市立菅生小学校
姫路市立菅生小学校（ひめじしりつ すごおしょうがっこう）は、兵庫県姫路市夢前町菅生澗に所在する公立小学校。

## 沿革
公式サイト「学校概要」による。
- 1874年（明治7年） - 流耀小学校開校
- 1876年（明治9年） - 寺村條化小学校と合併、菅澗小学校と改称
- 1884年（明治17年） - 夢前小学校菅澗小学校と改称
- 1887年（明治20年） - 菅生簡易小学校と改称
- 1892年（明治25年）10月1日 - 菅生尋常小学校と改称
- 1911年（明治44年） - 菅生尋常高等小学校と改称
- 1941年（昭和16年） - 菅生国民学校と改称
- 1947年（昭和22年） - 菅野村立菅生小学校と改称
- 1955年（昭和30年）7月1日 - 菅野村が鹿谷村・置塩村と合併、夢前町となったのに伴い、夢前町立菅生小学校と改称
- 1964年（昭和39年） - 新校歌制定（作詞:高田正太郎、作曲:秋月直胤）
- 2006年（平成18年）3月27日 - 夢前町が姫路市に編入され、姫路市立菅生小学校と改称

菅生校区は少子化の影響が著しく、姫路市教育委員会は本校を「統合を検討する必要がある」として早ければ2027年度にも姫路市立上菅小学校との統合を目指す方針を明らかにした。

## 通学区域
現行では、姫路市夢前町のうち塚本（222番）、寺、菅生澗。全域で姫路市立菅野中学校の通学区域となる。

## 通学区域が隣接している学校
- 姫路市立上菅小学校
- 姫路市立古知小学校
- 姫路市立置塩小学校
- 姫路市立曽左小学校
- 姫路市立峰相小学校
- 姫路市立伊勢小学校